# Popay
 (décembre 2017).
Popay, pseudonyme de Juan Pablo de Ayguavives, né le 27 novembre 1971 à Barcelone, est un peintre français d'origine espagnole, de la mouvance du street art.
Il vit et travaille entre Paris et Felletin, dans la Creuse.

## Biographie
Popay diversifie très tôt son activité plastique et, au milieu des années 1990, ne se cantonnant pas à la rue et ne se contentant pas des outils traditionnels — aérosol et marqueur —, il produit une multitude d’œuvres sur toile ainsi que des illustrations dans des domaines très variés : fanzine, flyer, affiche, pochette de disque, publicité, bande dessinée…
Il s'initie également à l'infographie, au compositing et aux effets spéciaux cinématographiques.
En plus de son affiliation et de sa participation à des groupes de tagueurs très actifs à Paris (P2B, MST, THC, 5, PCP) , Popay fréquente en électron libre les multiples écoles d'art parisiennes — Beaux-Arts, Arts déco et facultés d’art plastiques[Lesquelles ?] — ainsi que différentes friches et des squats artistiques — Les Frigos, le Pôle Pi, Ssocapi, la Miroiterie, Woodstock-Montreuil, etc.
Il se dit néanmoins « autodidacte », ne négligeant aucun style pictural, fut-il académique.

## Réalisations

### Kosmopolite Art Tour 2015 à Louvain-la-Neuve
Lors du Kosmopolite Art Tour 2015 à Louvain-la-Neuve, Popay décore l'ascenseur qui mène au quai no 2 de la gare de Louvain-la-Neuve, face à l'ascenseur décoré par le graffeur américain établi à Bruxelles Kool Koor.
Contrairement à Kool Koor qui a opté pour un style non figuratif, Popay opte ici pour un style figuratif qui évoque la nature, avec des montagnes, des lacs, des arbres et des chemins. Il ne signe pas explicitement son œuvre.

L'ascenseur de la gare de Louvain-la-Neuve décoré par Popay
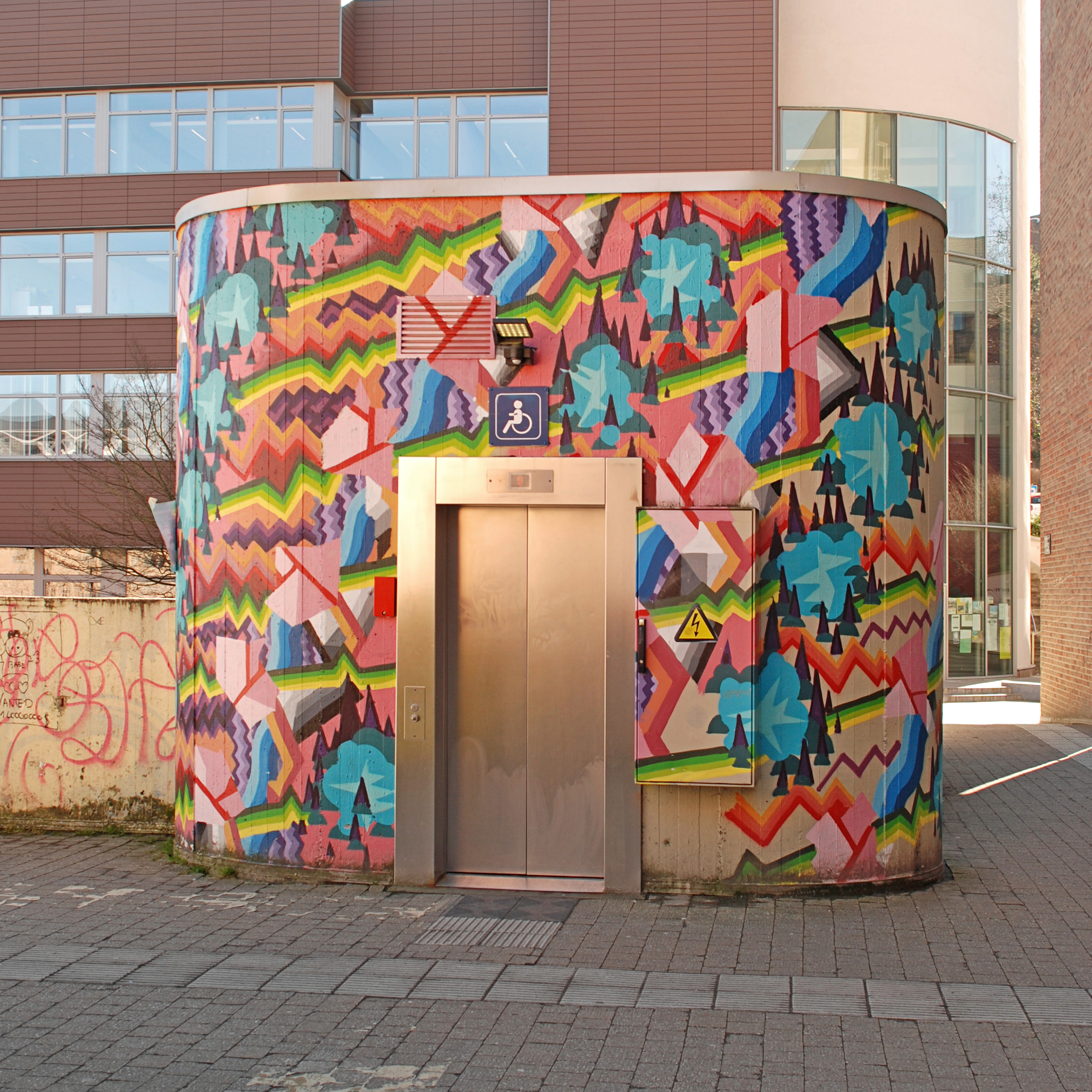
Niveau 0.
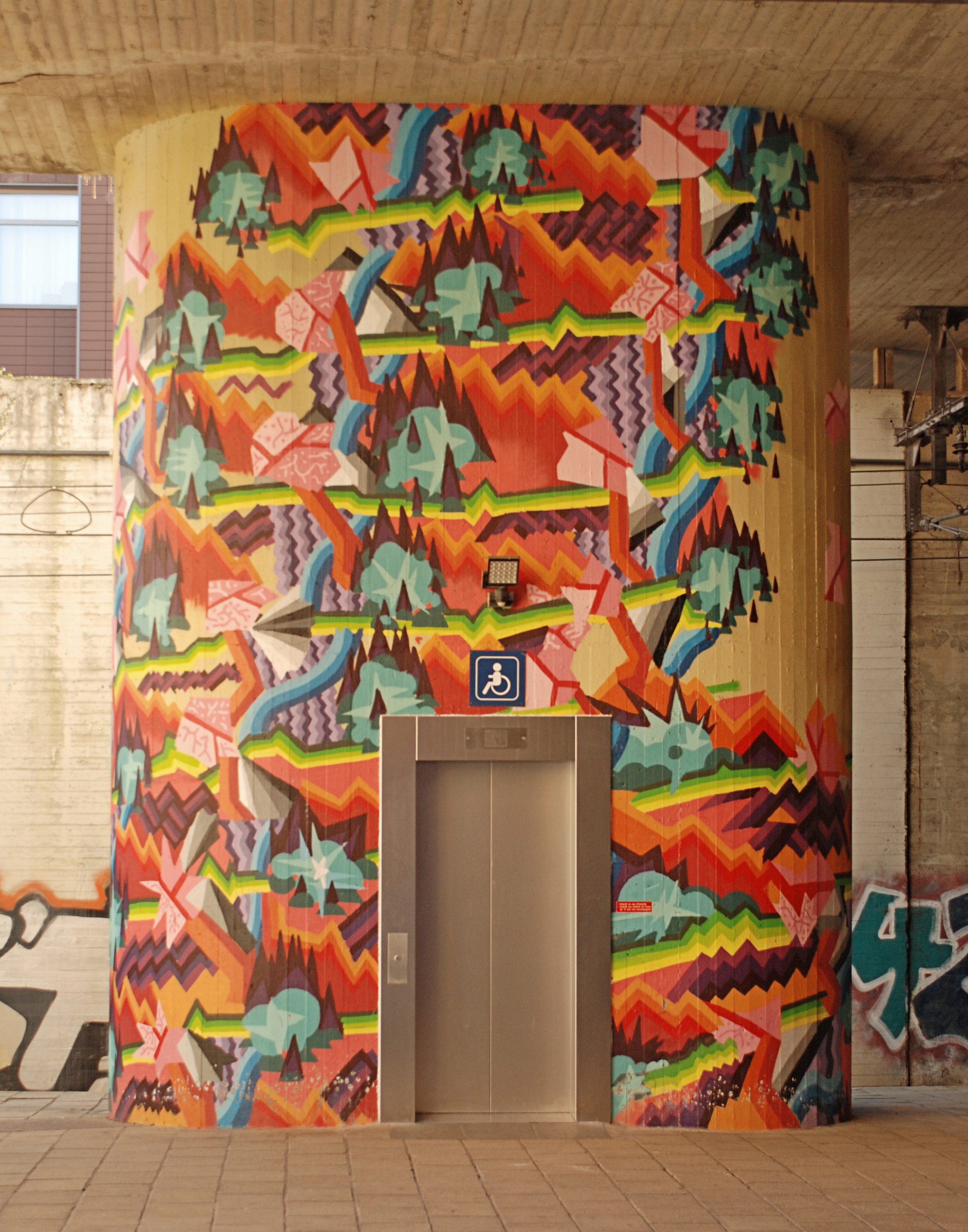
Niveau –1.
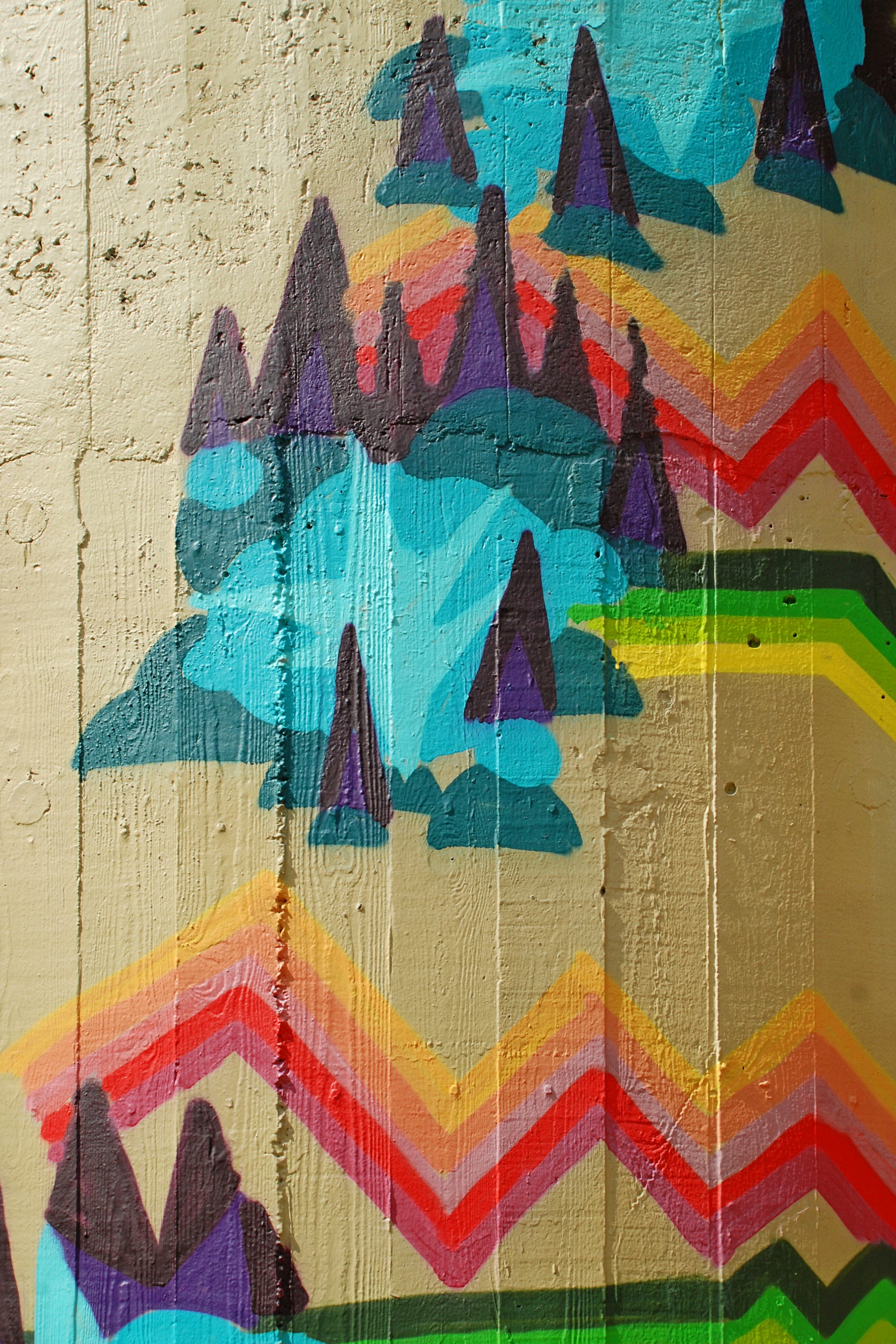
Ornementation du niveau 0.
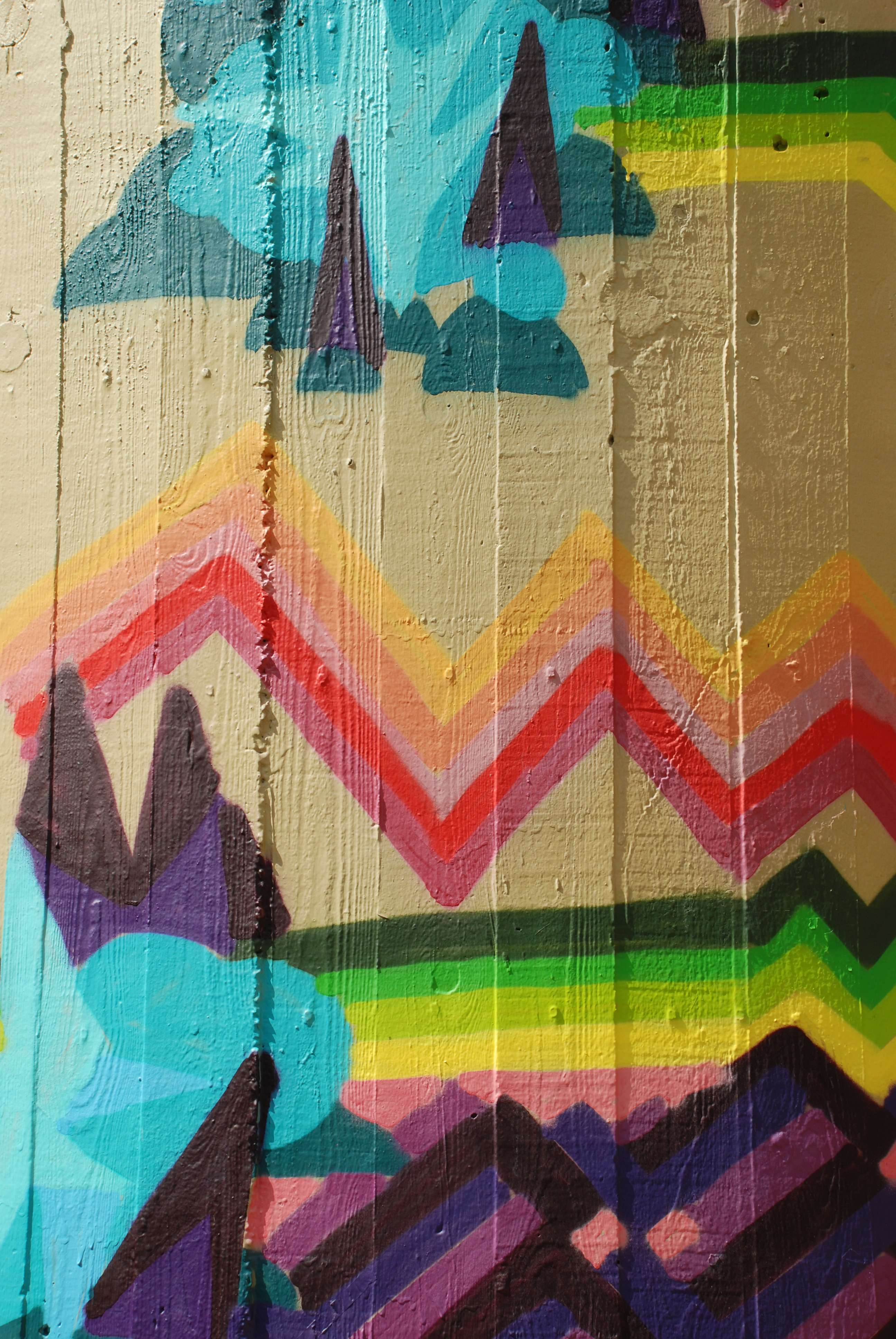
Aspect « béton brut ».

## Expositions
- 2012 : « Beasts & Flowers »[5], galerie Celal, Paris

## Publications
- Chieur de monde [fanzine], avec Moana Thouars, (MoCDM), Jaime Gimenez, Gilbert Petit, Ralph Meyer, 1988
- Intox, 1989
- Xplicit Graff, 1990

### Participations
- Lascars, la vraie vie des vrais gars, bande dessinée de Seth, éd. Jungle, coll. « Urban jungle »
  - tome 2 (avec El Diablo au scénario et Popay aux couleurs), décembre 2009  (ISBN 978-2-87442-583-7)

### Radio / télévision
- « La tour infernale des graffeurs », sur Directmatin
- « Stairway to Paris : l'œuvre murale géante d'Havas Paris », sur Cbnews
- « Graff', Art & Influences (Invités : Popay et Gerz) », sur Le Mouv
- « Étienne Blanchot + Popay + Greenshape (live) + Roberto Sironi », sur France Inter